# Brits kenteken

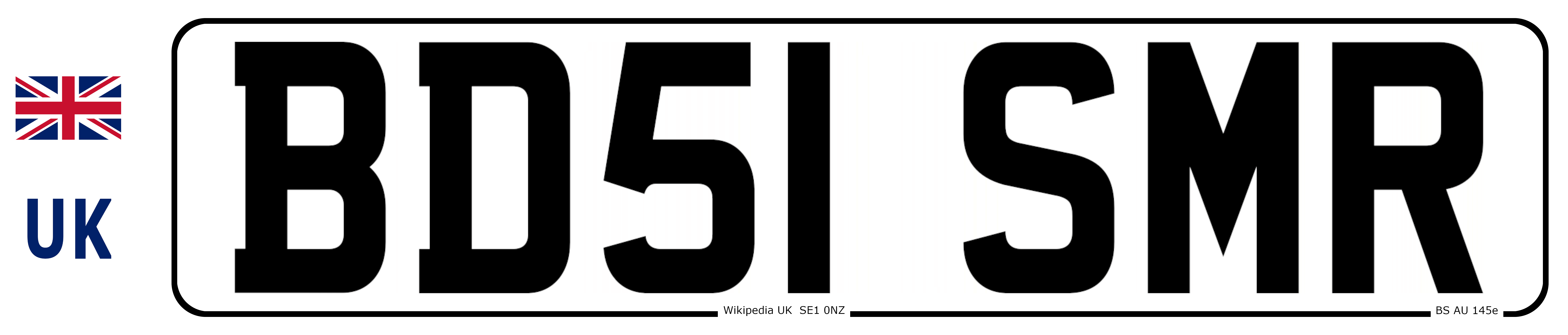
Brits post-Brexit-kenteken (vooraan) vanaf september 2021 met 'UK' als landcode

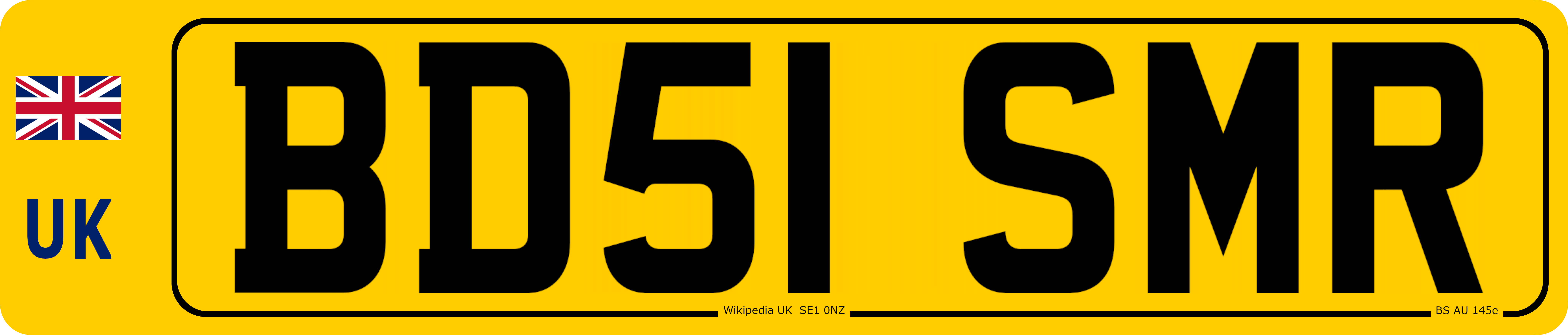
Brits post-Brexit-kenteken (achteraan) vanaf september 2021 met 'UK' als landcode

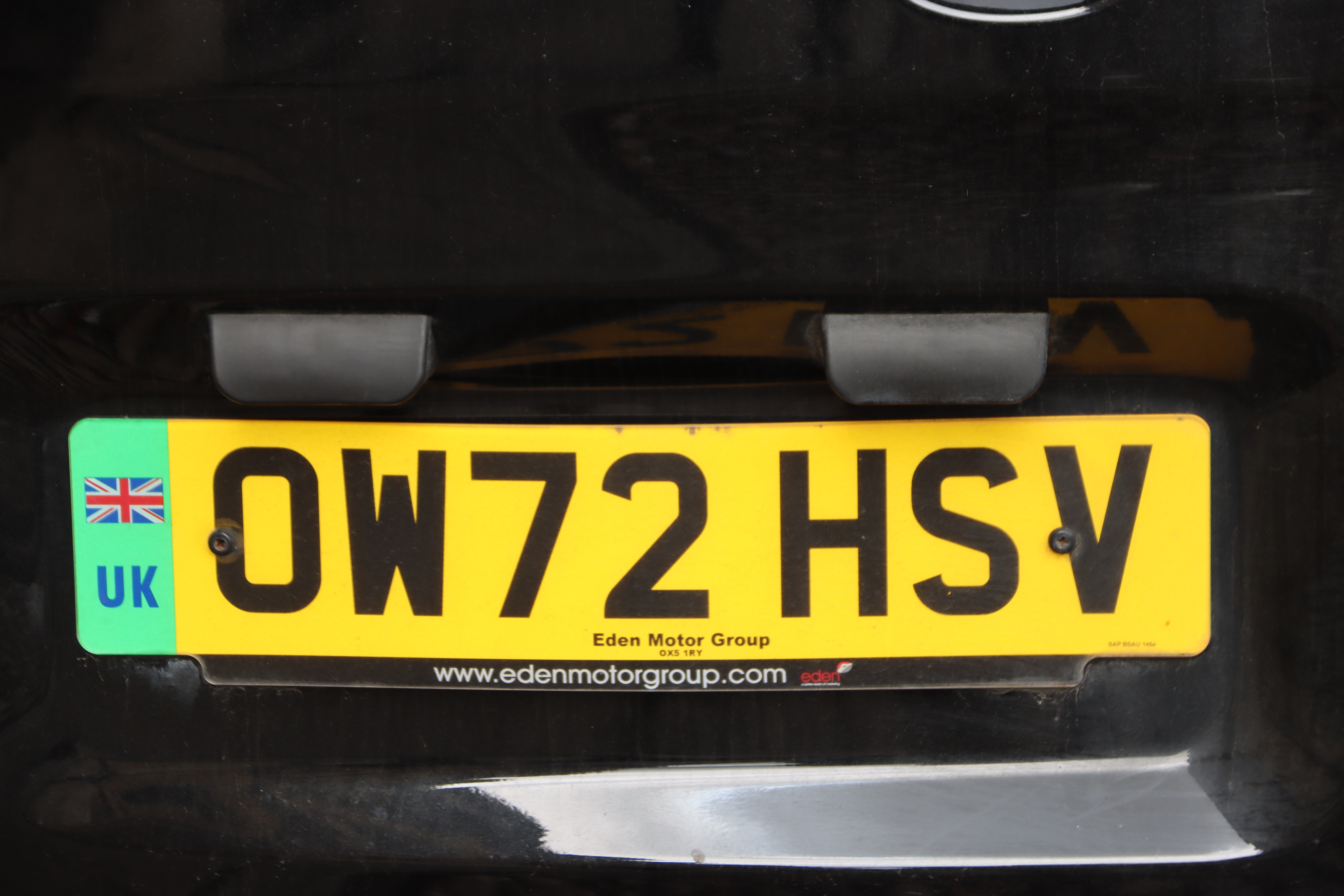
Brits post-Brexit-kenteken (achteraan) met 'UK' als landcode, groene band (elektrisch voertuig)

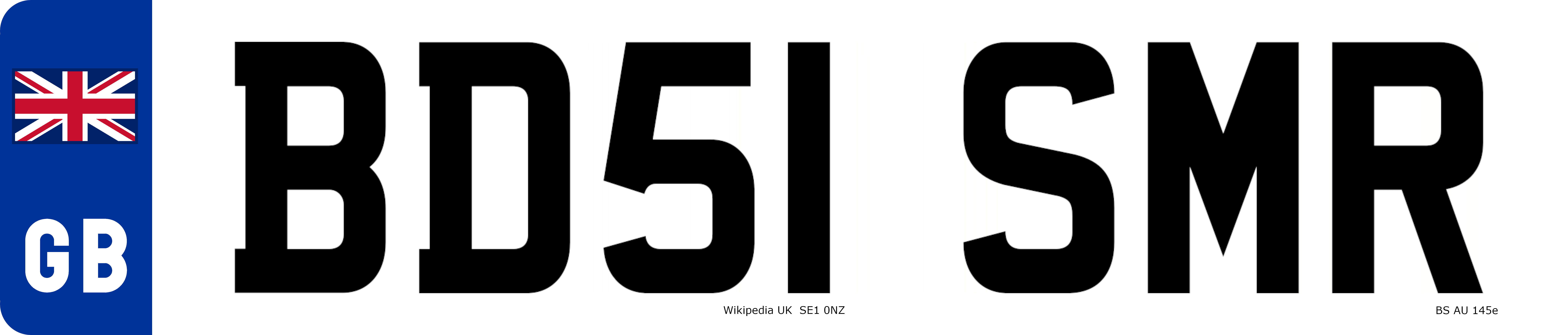
Brits post-Brexit-kenteken tot september 2021 met 'GB' als landcode

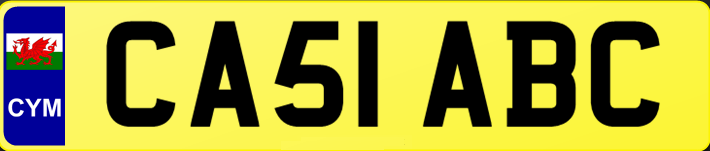
Wales (Cymru)

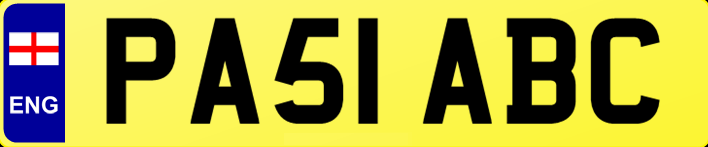
Engeland

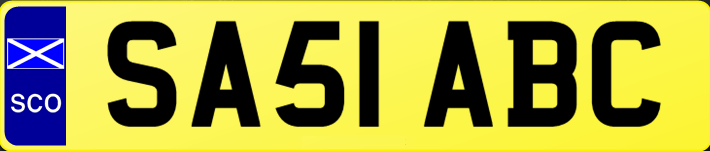
Schotland

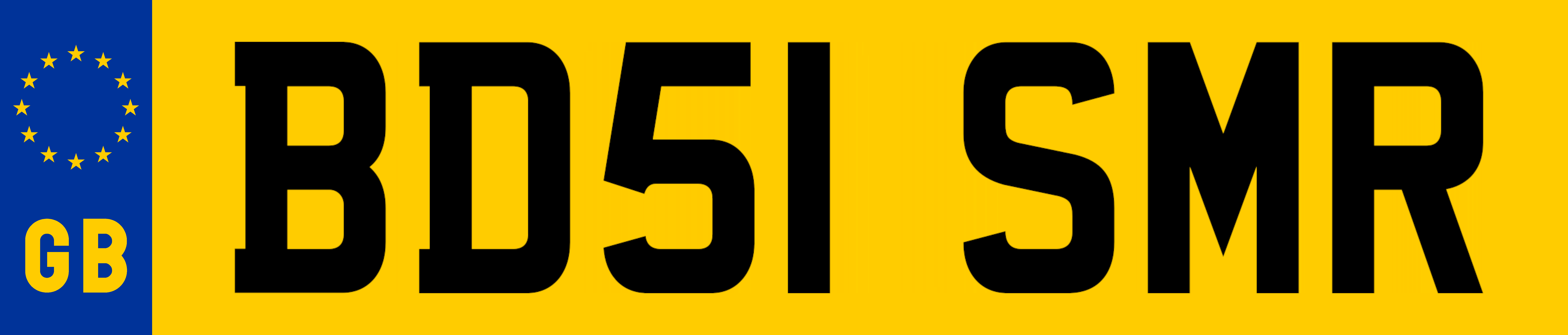
Brits pre-Brexit-kenteken met EU-symbool

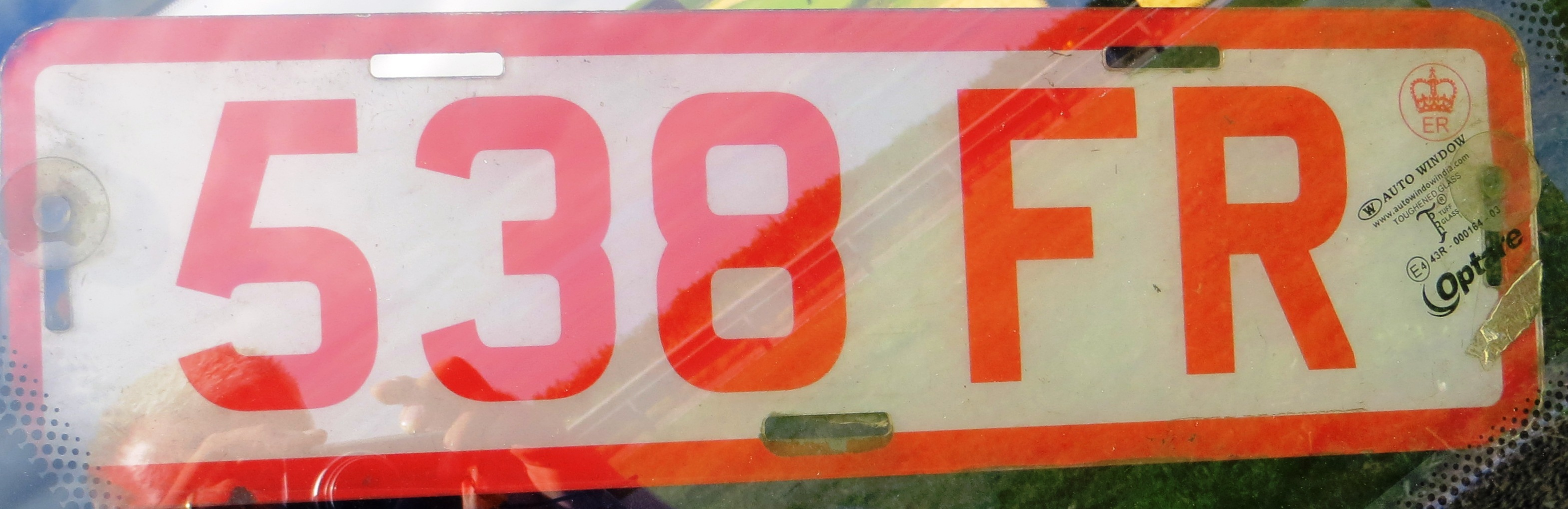
dealerplaat

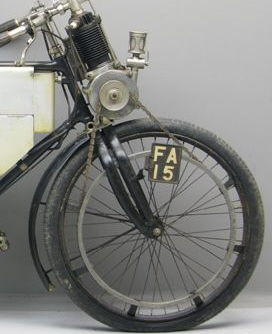
Regionale code: "FA" stond in 1902 voor Burton-upon-Trent

Het Brits kenteken bestaat uit twee letters, twee cijfers en drie letters. De zwarte letter- en cijfercombinatie staat achteraan op een gele reflecterende achtergrond en vooraan op een witte reflecterende achtergrond. In Groot-Brittannië wordt de combinatie niet willekeurig gekozen en bestaan er regionale codes, de cijfers geven bovendien aan hoe lang de wagen al in gebruik is. Men kan de herkomst en leeftijd van een wagen dus aflezen van het kenteken. In het verleden werd het kenteken uitgegeven op alfabetische volgorde, beginnend met een A en daarna een volgnummer. Was die vol, dan werd verdergegaan met B en een volgnummer.
Aan de linkerkant van Britse kentekenplaten staat de vlag van het Verenigd Koninkrijk en daaronder de landcode UK (of soms voluit United Kingdom). Tot voor 28 september 2021 werd de oude landcode GB (of soms voluit Great Britain) gebruikt, vaak aangebracht in een blauwe band. In plaats van de blauwe band met de vlag van het Verenigd Koninkrijk en daaronder de landcode (GB of) UK is het toegestaan om een vlag van Engeland, Schotland of Wales te voeren met de (al dan niet voluit of in hoofdletters) opdruk ENG/England, SCO/Scotland of CYM/Cymru  in plaats van de letters GB (of voluit Great Britain) of UK (of voluit United Kingdom). 
Sinds de Brexit worden geen nummerplaten meer uitgegeven met de Europese vlag in de blauwe band opzij; Britten die nog met zo'n 'Europese' GB-nummerplaat (of met een specifiek Welshe, Engelse, Schotse) de EU inrijden moeten verplicht een sticker met de landcode UK aanbrengen.
Sinds 2020 hebben elektrische voertuigen een kentekenplaat met links een groene band (al dan niet met opdruk UK, ENG, SCO, ...).
De kentekenregistratie vindt plaats door de DVLA (Driver and Vehicle Licensing Agency). Als een voertuig verkocht wordt blijft het kenteken bij het voertuig ook al rijdt het nu rond in een ander deel van Groot-Brittannië. Het kenteken laat dus alleen de plaats van eerste uitgifte zien.
Het is mogelijk een kenteken te verkopen. In de tabloids staan advertenties met beschikbare kentekens.
Motorvoertuigen die op de openbare weg worden gebruikt, moeten dus voorzien zijn van een kentekenplaat, met uitzondering van de voertuigen van de regerende vorst die voor officiële zaken worden gebruikt.

## Noord-Ierland, de kanaaleilanden en Gibraltar

### Noord-Ierland

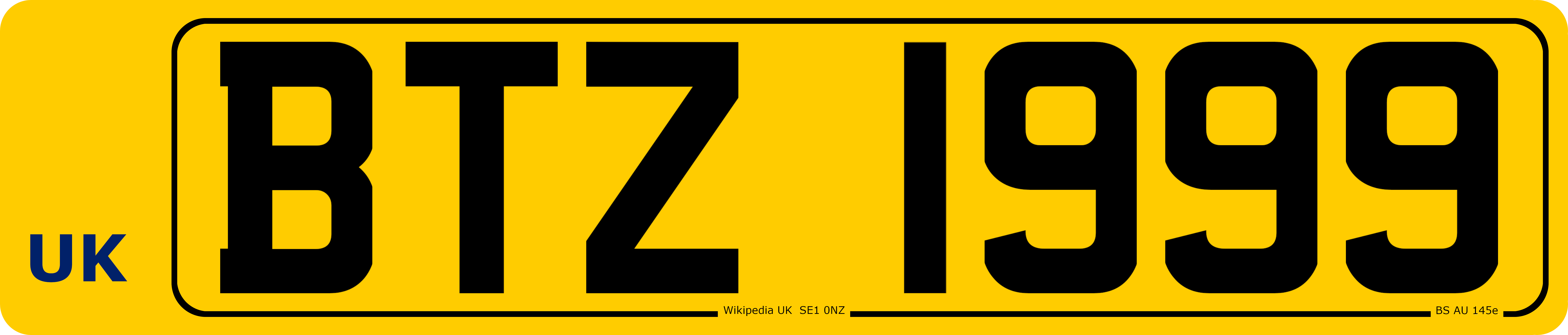
Noord-Ierland

In Noord-Ierland wijkt de indeling van de kentekenplaat af van de rest van het Verenigd Koninkrijk. In Noord-Ierland bestaat het kenteken uit drie letters en vier cijfers waarbij de laatste twee letters de county of stad aanduiden waar het voertuig staat geregistreerd.

### Jersey

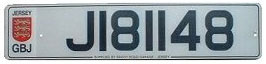
Jersey

Het kenteken van Jersey bestaat uit de letter "J" gevolgd door één tot zes cijfers. De zwarte letter- en cijfercombinatie staat op een witte achtergrond. Aan de linkerkant van het kenteken is een witte band voorzien met een afbeelding van het wapenschild van Jersey met daaronder de landcode GBJ (Great Britain - Jersey).

### Guernsey

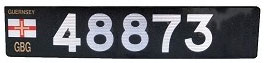
Guernsey

Het kenteken van Guernsey bestaat uit maximaal zes cijfers. De witte cijfercombinatie staat op een zwarte achtergrond. Aan de linkerkant van het kenteken is een afbeelding met de vlag van Guernsey voorzien met daaronder de landcode GBG (Great Britain - Guernsey). In Alderney, dat tot Guernsey behoort, gaat het voorvoegsel AY de cijfercombinatie vooraf.

### Man

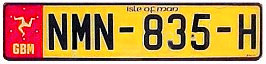
Man

Het kenteken van het het eiland Man bestaat uit drie letters (de laatste twee letters zijn altijd MN), drie cijfers gevolgd door nog één willekeurige letter. Aan de linkerkant van het kenteken staat een afbeelding van de vlag van het eiland Man met daaronder de landcode GBM (Great Britain - Man). Bovenaan staat het opschrift: Isle of Man.

### Gibraltar

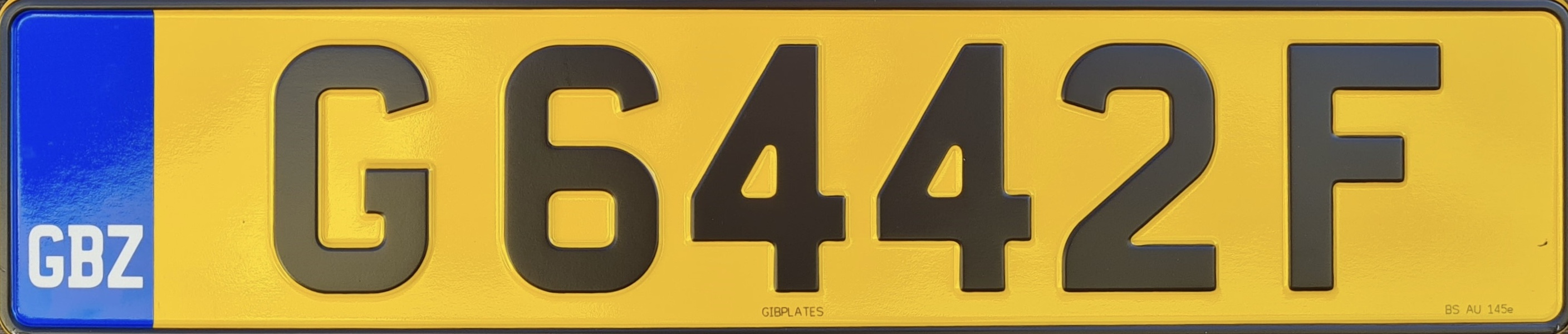
Gibraltar

Het kenteken van Gibraltar bestaat uit de letter "G" gevolgd door vier cijfers en een willekeurige letter. Aan de linkerkant van kentekens uit Gibraltar is een blauwe band voorzien met de landcode GBZ (staat voor Great Britain - Zone) . Op militaire voertuigen staan de letters RN.